# (196516) 2003 OJ
(196516) 2003 OJ là một tiểu hành tinh vành đai chính. Nó được phát hiện bởi Robert H. McNaught ở Đài thiên văn Siding Spring ở Coonabarabran, New South Wales, Australia, ngày 18 tháng 7 năm 2003.